# 栗山川漁港
栗山川漁港（くりやまがわぎょこう）は、千葉県山武郡横芝光町にある第1種漁港。栗山川の河口部にあり九十九里浜の中央部に位置している。

## 概要
栗山川は現在直接海に注いでいるが、明治時代にはこの付近から折れて砂丘列裏側を汀に沿って南下していた。その河床跡の本流と接する部分を仕切って当漁港が設けられた。流れはさらに木戸川河口まで続いていたが、後蓮沼海浜公園が開園した。また当漁港の砂丘列を挟んだ海側が公園「マリンピアくりやまがわ」として整備されている。
1976年（昭和51年）から栗山川にてサケの放流事業・里親事業を行っており、受精卵を水槽で孵化させ3月上旬の放流式まで稚魚を育てている。栗山漁業組合員が10月中頃からサケの捕獲を始め、捕獲は12月まで続けられる。

## 沿革
- 1960年（昭和35年）4月15日 - 第1種漁港に指定[2]（農林省告示第358号）
- 1992年（平成4年）3月27日 - 海岸保全区域指定[2]（千葉県告示第273号）

## 管理者
- 管理者 - 千葉県農林水産部水産局
- 漁業協同組合 - 横芝町、蓮沼村

## マリンピアくりやまがわ
九十九里海岸のほぼ中央に位置する屋形海岸にあり、緩傾斜護岸に整備されている公園。夏は海水浴客で賑う。
展望台のほか、緑地広場約1万平方メートル、園路遊歩道が3千平方メートルが整備されている。

## 周辺
- 蓮沼海浜公園
- 九十九里浜
  - 木戸浜海水浴場
  - 屋形海水浴場
    - 屋形サーフスポット

## アクセス
- 公共交通機関
  - 成田国際空港第2ターミナルまたは松尾駅（JR総武本線）から空港シャトルバス、「横芝屋形海岸」下車徒歩5分。
- 自動車
  - 松尾横芝IC（首都圏中央連絡自動車道）から千葉県道108号横芝停車場白浜線。